# Bonnemain
Bonnemain (en bretó Bonmaen) és un municipi francès, situat a la regió de Bretanya, al departament d'Ille i Vilaine. L'any 2006 tenia 1.185 habitants.

## Demografia
| 1962                                       | 1968  | 1975  | 1982  | 1990  | 1999  |
| ------------------------------------------ | ----- | ----- | ----- | ----- | ----- |
| 1.216                                      | 1.251 | 1.094 | 1.149 | 1.177 | 1.138 |
| Des de 1962: població sense dobles comptes |       |       |       |       |       |

## Administració
| Període   | Identitat          | Partit |
| --------- | ------------------ | ------ |
| 2001-2008 | Pierre Plusquellec |        |
| 2008-     | Loïc Lebre         |        |